# Philippes Moreau
Philippes Moreau 16–17. századi bordeaux-i heraldikus. A neve előfordul Philippe Moreau alakban is. Heraldikai művében foglalkozott a címerek eredetével, a heroldokkal, a nemesi címerekkel. Műve 95 lapon 111 heraldikai pajzs fametszetét tartalmazza. 

## Művei
- Moreau, Philippes: Le Tableau des armoiries de France, auquel sont représentées les origines et raisons des armoiries, hérauts d'armes, et des marques de noblesse [Texte imprimé]. Par Philippes Moreau, Paris : R. Fouet, 1609  In-8 °
- Philippes Moreau: Le Tableau des armoiries de France, auquel sont représentées les origines et raisons des armoiries, hérauts d'armes, et des marques de noblesse [Texte imprimé]. Publication :  Paris : Rolel-Boutonné, 1630 In-fol